# 초령목
초령목은 목련과의 꽃 식물로 중국 윈난성, 대만, 류큐 열도, 일본 남서부가 원산지이며 한국에 도입되었다.

## 같이 보기
- 서귀포 하례리 초령목 (제주특별자치도 기념물)
- 신안 흑산 진리 초령목 자생지 (전라남도 기념물)